# Bijou (groupe)
Pour les articles homonymes, voir Bijou (homonymie).
Bijou est un groupe de rock français originaire de Juvisy, dans l'Essonne. 
Composé de Vincent Palmer à la guitare, Philippe Dauga à la basse et Joël « Dynamite » Yann à la batterie, le groupe débute au milieu des années 1970. Il est augmenté d'un 4e membre non-musicien, Jean-William Thoury, parolier et manager du groupe (et également journaliste rock).

## Biographie
Bijou est formé en 1975 à Juvisy, dans l'Essonne. Il est assimilé au mouvement Mod (dans la lignée des Who), mais aussi au nouveau rock français de l'époque avec Téléphone et Starshooter. Fort d'un succès d'estime auprès de la presse, Bijou peine à faire une vraie carrière mais reste un groupe qui a laissé une trace à l'instar des Dogs.
Bijou participe au premier festival du mouvement punk, à Mont-de-Marsan le 21 août 1976 ainsi qu'à sa seconde édition les 5 et 6 août 1977. Le 4 décembre 1977 Marc Barrière produit leur premier concert à l'Olympia avec Trust en première partie.
Serge Gainsbourg s'est produit avec eux sur scène pour une reprise de sa chanson Les Papillons noirs, et cela a d'ailleurs amené son retour à la scène en 1979. C'est aussi Gainsbourg qui écrivit pour Bijou le titre Betty Jane Rose (1978). Les titres les plus marquants de Bijou sont Danse avec moi, Allez comprendre, La vie c'est comme ça, La fille du père noël (reprise de la chanson de Jacques Dutronc), OK Carole, Sidonie, Décide-toi, Betty Jane Rose, les ballades Le Kid et Jamais je ne t'oublierai, et un titre super efficace à la Ramones : Rock à la radio !. Le groupe apparaît dans une scène du film Je vous aime (1980) de Claude Berri, l'acteur Gérard Depardieu interprétant leur chanteur.

### 2004: reformation sous le nom Bijou SVP
En 2004, Philippe Dauga reforme le groupe, un groupe qui reprend le répertoire, aspire à retrouver l'esprit, et se nomme Bijou SVP (« SVP » pour « Sans Vincent Palmer », mais avec Patrice Llaberia à la guitare et Franck Ballier à la batterie). Depuis septembre 2009, Jean-Paul Martinez les accompagne aux claviers. En avril 2014, paraît Bijou : Vie, mort et résurrection d'un groupe passion de Jean-François Jacq, aux éditions L'Écarlate, la première biographie entièrement consacrée au groupe Bijou (préface : Laurent Chalumeau, 4e de couverture : Christian Eudeline, cahier central photos : Pierre Terrasson).

## Discographie

### Albums studio
- 1977 : Danse avec moi
- 1978 : OK Carole
- 1979 : Pas dormir
- 1981 : Jamais domptés
- 1981 : Bijou Bop

#### Bijou SVP
- 2000 : Hit Pop (1re reformation sans Vincent Palmer) (sous le nom Bijou SVP)
- 2006 : Redescends sur Terre (Bijou SVP = Dauga avec 2 nouveaux musiciens, Patrice LLaberia guitare et Franck Ballier batterie) avec la participation de Didier Wampas (sous le nom Bijou SVP)
- 2009 : Autopsy (Bijou SVP) avec la participation de Didier Wampas et Bernie Bonvoisin (sous le nom Bijou SVP)

### Album live
- 1980 : En public
- 2008 : Live au Zénith de Caen (sous le nom Bijou SVP)

### Compilations
- 1989 : Pic à glace
- 2000 : Jamais domptés (compilation 4 CD, livret..)